# Zöbing (Gemeinde Langenlois)
Zöbing ist ein Ort und eine Katastralgemeinde der Stadtgemeinde Langenlois im Bezirk Krems-Land in Niederösterreich.

## Geografie
Der Ort liegt im Kamptal zwischen Schönberg am Kamp und Langenlois. Die Seehöhe in der Ortsmitte beträgt 211 Meter. Die Fläche der Katastralgemeinde umfasst 5,39 km². Die Einwohnerzahl beläuft sich auf 761 Einwohner (Stand: 1. Jänner 2024).

## Postleitzahl
In der Stadtgemeinde Langenlois finden mehrere Postleitzahlen Verwendung. Zöbing hat die Postleitzahl 3561.

## Bevölkerungsentwicklung
| Jahr      | 1830 | 1890 | 1923 | 1951 | 1961 | 1981 | 1991 | 2001 | 2011 | 2018 |
| --------- | ---- | ---- | ---- | ---- | ---- | ---- | ---- | ---- | ---- | ---- |
| Einwohner | 868  | 755  | 337  | 829  | 753  | 671  | 651  | 690  | 716  | 776  |

## Geschichte

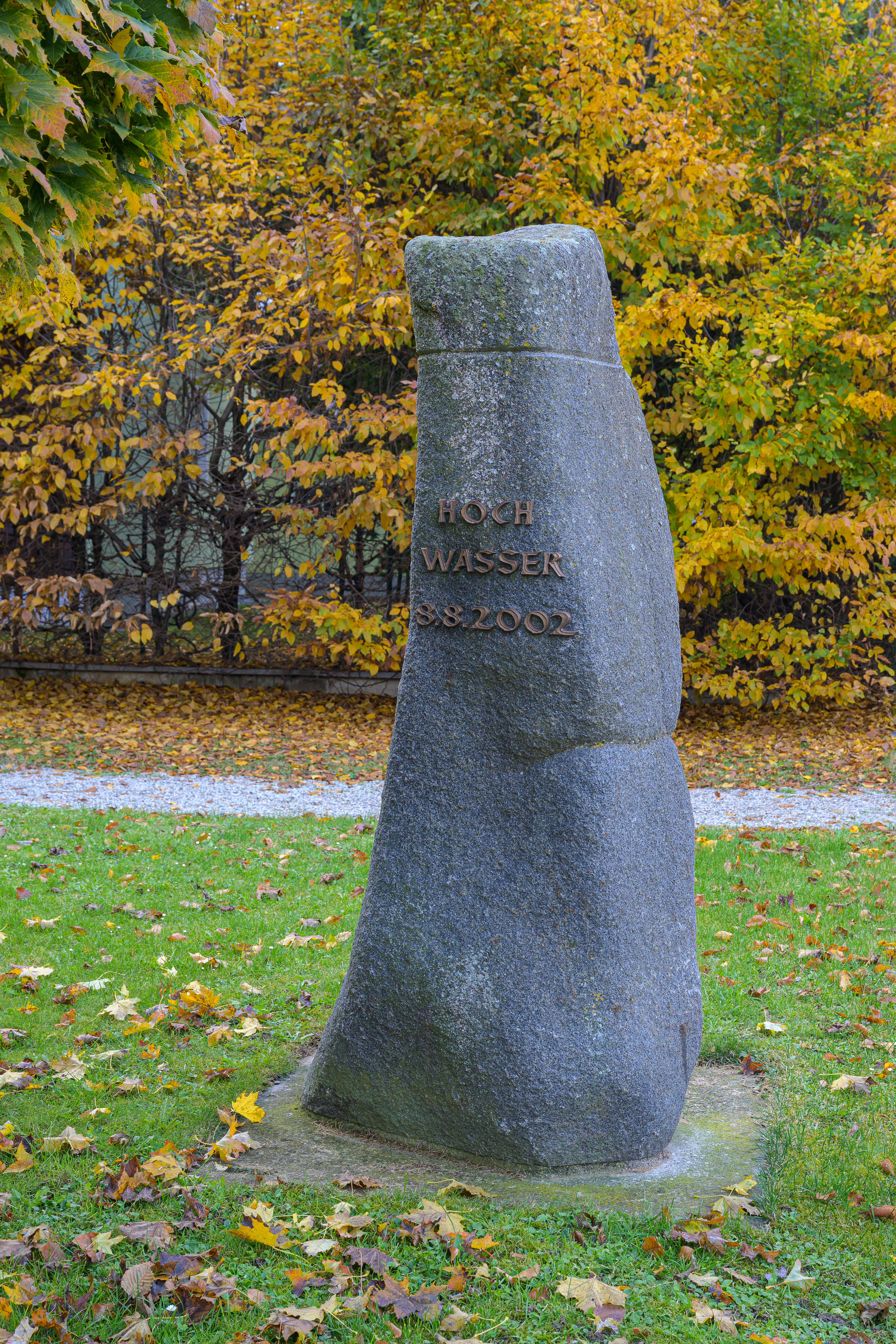
Hochwassermarke 2002

Das heutige Ortsgebiet von Zöbing war bereits in der Jungsteinzeit besiedelt. Der Ort Zöbing trat erstmals 1074 urkundlich in Erscheinung, als ein Albero von Zebingen (Zöbing (Adelsgeschlecht)) urkundlich genannt wurde. Für den Anfang des 12. Jahrhunderts ist im Ort ein weiterer Zöbinger mit Hainricus de Cebingen nachweisbar. In der Mitte des 16. Jahrhunderts wurde der Ort protestantisch und kehrte 1627 zum katholischen Glauben zurück.

Mit der Inbetriebnahme der Kamptalbahn entwickelte sich Zöbing zu einer Sommerfrische mit Sommerfrische-Villen. Nach 1945 konnte der Ort nicht mehr an die Tradition der Sommerfrische anschließen. Veränderte Reisegewohnheiten, aber auch der Bau der Kamptal-Stauseen, der zu einem starken Temperaturrückgang des von zahlreichen Badeanstalten gesäumten Kamps führte, entzogen dem Tourismus im Kamptal seine wichtigsten Grundlagen.

Durch den Zusammenschluss der Marktgemeinde Zöbing mit der Marktgemeinde Schönberg am Kamp entstand zum 1. Jänner 1971 die Großgemeinde Zöbing-Schönberg. Bereits ein Jahr später, zum 1. Jänner 1972, verließ der Ortsteil Zöbing diese Großgemeinde und schloss sich als Ortsteil der Stadtgemeinde Langenlois an.
Vom Hochwasser im Kamptal im Jahr 2002 wurde der Ort schwer getroffen.

## Kultur und Sehenswürdigkeiten

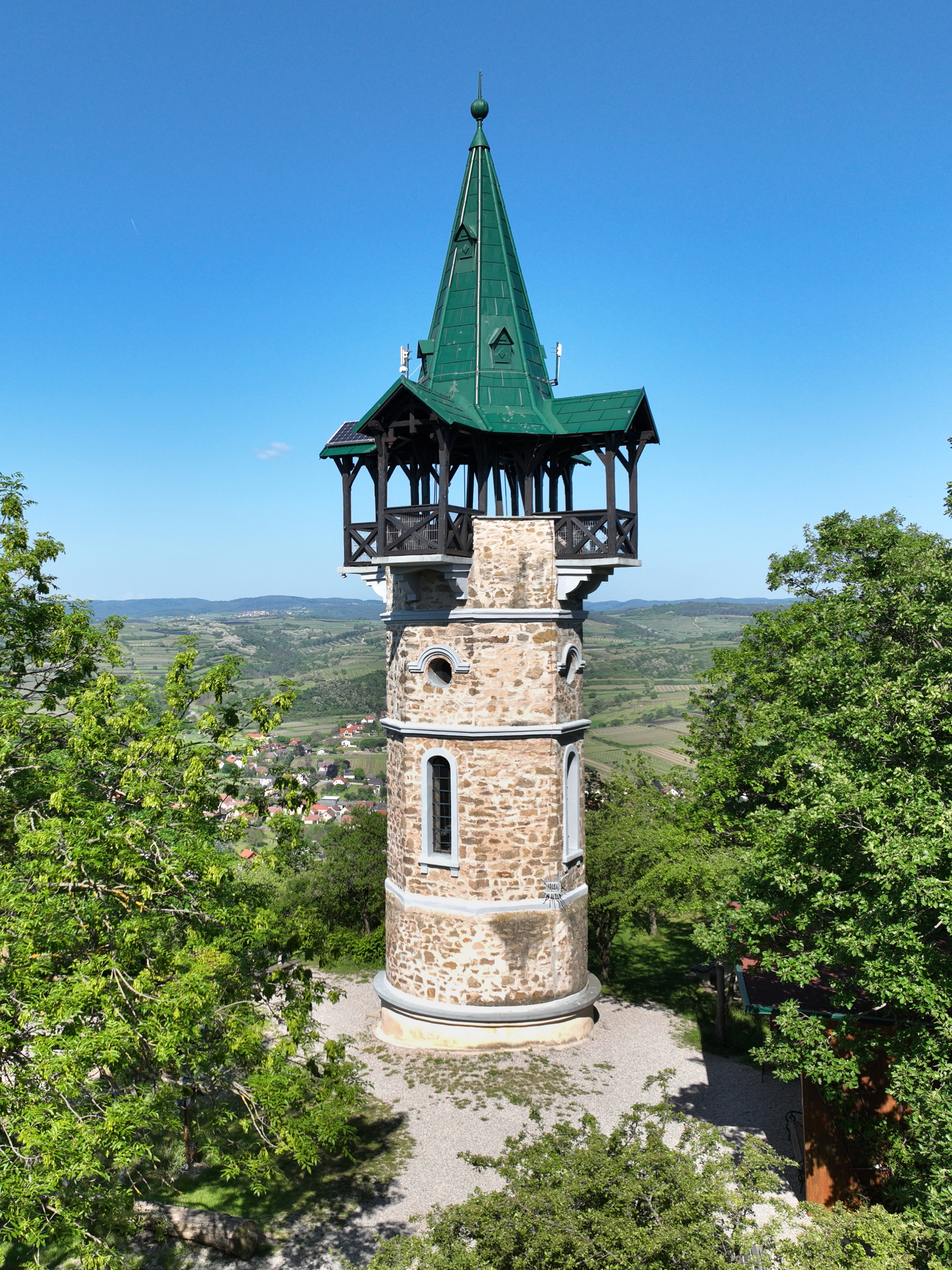
Kamptalwarte auf dem Heiligenstein

Kamptalwarte
Der 1897 auf dem Heiligenstein errichtete Aussichtsturm befindet sich auf Zöbinger Ortsgebiet.
Pfarrkirche St. Martin
Die Pfarrkirche wurde im 14. und 15. Jahrhundert errichtet. Ein spätgotischer Kapellenanbau erfolgte um 1400. Darin befinden sich an einem neogotischen Flügelaltar einige originale gotische Bildtafeln aus der Zeit um 1480. Im Hauptraum der Kirche befindet sich ein Ölgemälde mit der Kreuzigung Christi des Kremser Schmidt um 1765.
Pranger
mit Kette und Eisenkugel aus der Zeit um 1700 mit einer Inschrift, die an die Verleihung des Marktrechts 1583 erinnert.

## Wirtschaft und Infrastruktur

### Weinbau

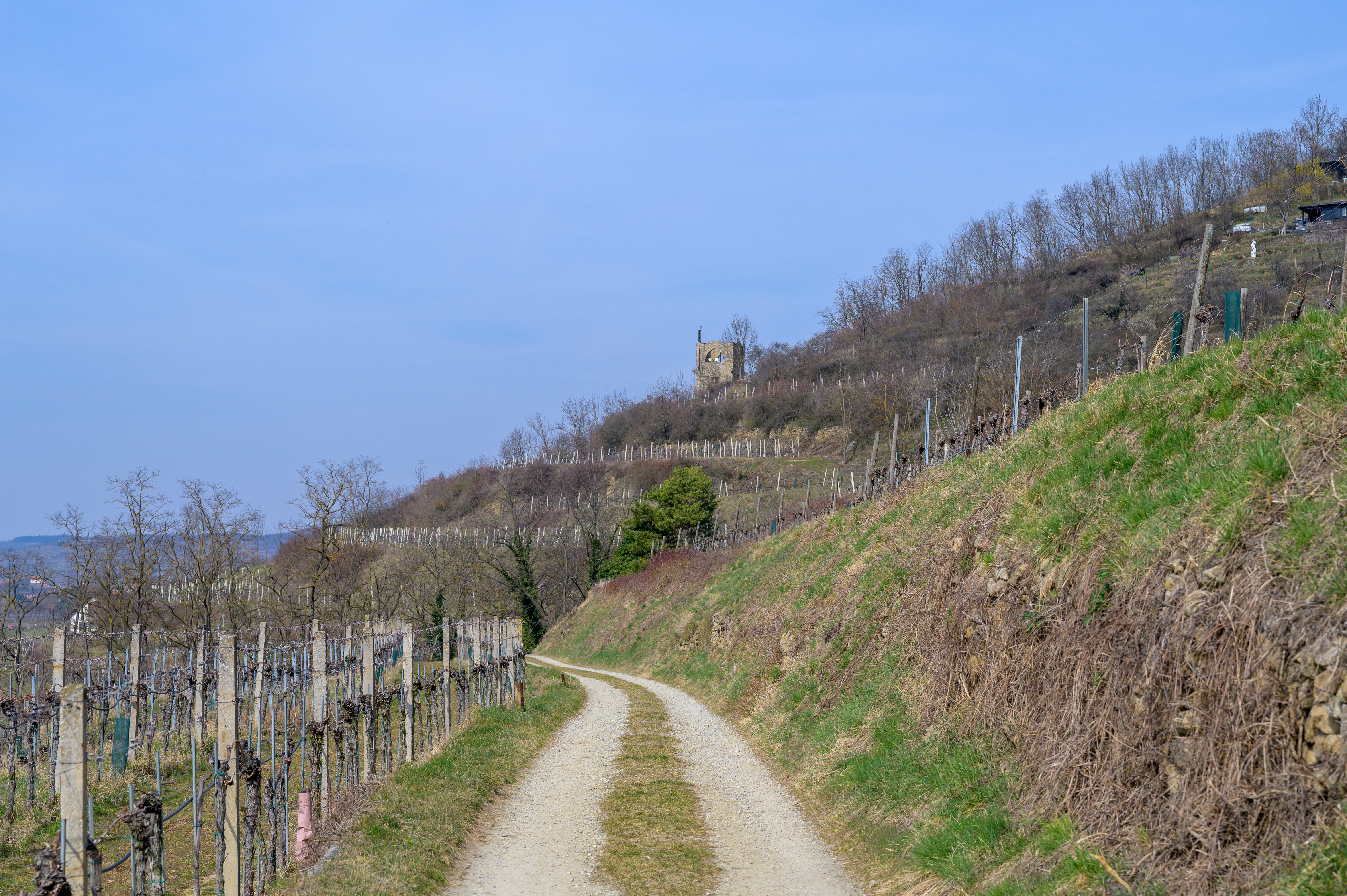
Am Heiligenstein

Zöbing zählt zu den wichtigsten Weinbauorten des Kamptals. Der Heiligenstein ist eine der bedeutenden Rieslinglagen Europas, der Kogelberg, als Ausläufer des Waldviertler Hochplateaus, bildet ebenfalls optimale Grundlagen für Riesling und Grünen Veltliner.

### Bildung
In Zöbing befindet sich ein Kindergarten.

### Brandschutz
- Freiwillige Feuerwehr Zöbing

### Verkehr

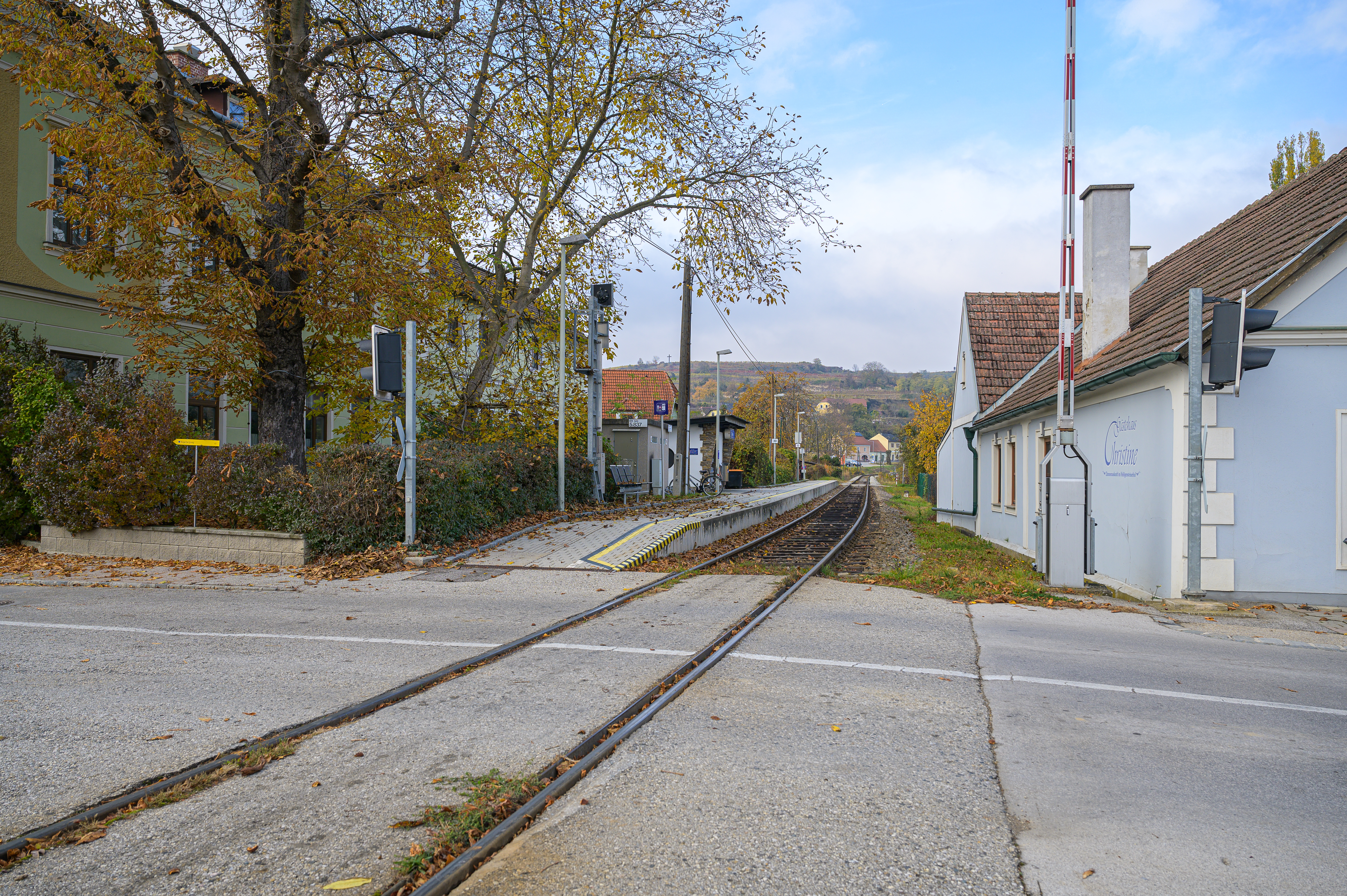
Bahnhof Zöbing

Zöbing liegt an der Kamptalstraße (B34) und an der Kamptalbahn. Die ÖBB betreiben die Haltestelle Zöbing/Kamp. Das Linienbusunternehmen PostBus fährt in Zöbing die Haltestelle Zöbing/Kamp Abzw. Fahnberg der Linie 1407 (Schiltern-Langenlois) an. Der 115,6 Kilometer lange Kamptalweg mit seinem Ausgangspunkt in Altenwörth und seinem Zielpunkt in Zwettl führt durch Zöbing.